# 燕歌行
《燕歌行》是唐朝诗人高适在开元二十六年（738年）写的一首歌行体诗。

## 题解
《燕歌行》是一個樂府題目，屬於《相和歌》中的《平調曲》。
一种常见的说法认为高适此诗为讽刺张守珪用兵被贬事。但张守珪开元二十六年隐匿败状，二十七年被贬。高适二十六年是否能听到此事值得怀疑。而且高适有《宋中送族侄式颜时张大夫贬括州使人召式颜遂有此作》诗，称赞张守珪抵御契丹的功绩，并同情其被贬是遭人馋毁。